# Edyta Dzieniszewska
Edyta Dzieniszewska-Kierkla (ur. 5 maja 1986 w Augustowie) – polska kajakarka, mistrzyni świata i Europy, olimpijka z Pekinu (2008) i Rio de Janeiro (2016).
Zawodniczka klubu Sparta Augustów. Pierwsze sukcesy międzynarodowe odnosiła jako juniorka zdobywając brązowy medal w Poznaniu na mistrzostwach Europy Juniorów w roku 2004 w konkurencji K-4 na dystansie 500 metrów.
Kolejne sukcesy odnosiła na Mistrzostwach Europy do lat 23:
- w roku 2005 zdobywając złoty medal w konkurencji K-2 na dystansie 500 m
- w roku 2005 zdobywając brązowy medal w konkurencji K-2 na dystansie 1000 m
- w roku 2007 zdobywając Złoty medal w konkurencji K-4 na dystansie 500 m[1]

W roku 2005 zdobyła swój pierwszy medal na mistrzostwach Europy seniorów (złoty medal w konkurencji K-4 na dystansie 1000 m).
Na igrzyskach olimpijskich w 2008 r. wystartowała w osadzie K-4 na dystansie 500 m, która to osada zajęła 4. miejsce przegrywając brązowy medal o 0,048 s.
W 2016 ponownie wystartowała na Letnich Igrzyskach Olimpijskich rozgrywanych w Rio de Janeiro w konkurencji K-4 na 500 m. Osada ostatecznie zajęła 9. miejsce wygrywając finał B (nie awansowała do finału A).
Na Uniwersjadzie w Kazaniu zdobyła dwa medale: srebro (K-1  500 m) i brąz (K-4 500 m) z Agnieszką Kowalczyk, Eweliną Wojnarowską i Magdaleną Krukowską.
W 2013 zdobyła trzy medale mistrzostw świata, a w 2014 roku jeden.